# Leggende metropolitane giapponesi
Le leggende metropolitane giapponesi (都市伝説?, toshi densetsu) sono un insieme di fiabe moderne che trattano di creature paranormali e dei loro attacchi, il più delle volte a discapito di vittime innocenti, oppure racconti non soprannaturali, voci e pettegolezzi facenti parte della cultura di massa.
Del primo gruppo fanno parte occasionalmente le storie che trattano di apparizioni di yōkai, creature appartenenti alla mitologia giapponese, e sono per lo più incentrati sulla figura delle onryō, fantasmi giapponesi in grado di ritornare nel mondo dei vivi per cercare vendetta. Alcune leggende metropolitane moderne tendono ad essere ambientate all'interno delle scuole giapponesi e, con elementi accomunanti le leggende yōkai, incorporano racconti educativi nelle loro storie, avvertendo le persone di non prevaricare gli altri, a non girovagare la notte e di non parlare con gli sconosciuti.
Esistono anche leggende metropolitane non sovrannaturali in varie città del Giappone, come il tunnel segreto di Tokyo o la voce su un presunto lavoro come “lavatore di cadaveri”.

## Leggende metropolitane (cultura di massa)

### Incendio e intimo femminile

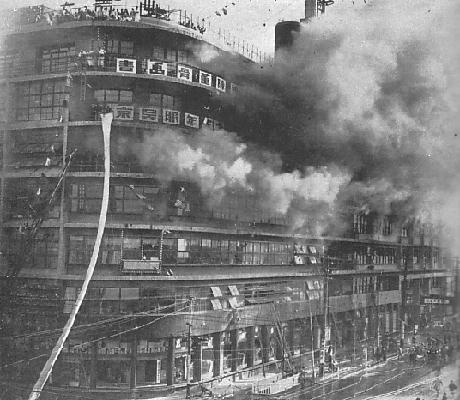
L'incendio al centro commerciale di Shirokiya

Il 16 dicembre 1932, un incendio nel centro commerciale Shirokiya di Tokyo provocò 14 morti. Durante l'incendio, molte commesse in kimono furono costrette a salire sul tetto dell'edificio all'ottavo piano. Le voci diffuse dissero che alcune di queste donne si rifiutarono di saltare sulle reti di sicurezza adibite dai vigili del fuoco sul terreno. Tradizionalmente infatti le donne dell'epoca non portavano indumenti intimi sotto il kimono, e preferirono morire piuttosto che saltare e andare incontro a una pubblica umiliazione. Questa notizia attirò l'attenzione mediatica anche in Europa. Si dice che dopo quanto accaduto, fu ordinato alle commesse di indossare l'intimo sotto i kimono, contrariamente all'usanza dell'epoca.
Contrariamente a queste voci, Inoue Shoichi, professore di costumi giapponesi e architettura presso il Centro Internazionale di Ricerca per gli Studi Giapponesi, ha rigettato la tesi delle donne morte per troppo pudore. Secondo Inoue, la maggior parte delle persone sarebbero state salvate dai vigili del fuoco, e la storia delle donne che preferirono morire con il loro pudore intatto è stata creata ad hoc per gli occidentali. La storia è stata pubblicata in molti libri a tema, tra cui alcuni pubblicati dall'Agenzia antincendio. Inoltre, si ritiene che l'incendio allo Shirokiya sia stato un catalizzatore per il cambiamento della moda giapponese del tempo; in particolare fu introdotta l'usanza di indossare biancheria intima all'occidentale, anche se non ci sono prove a sostegno di questa tesi.

### Made in Usa

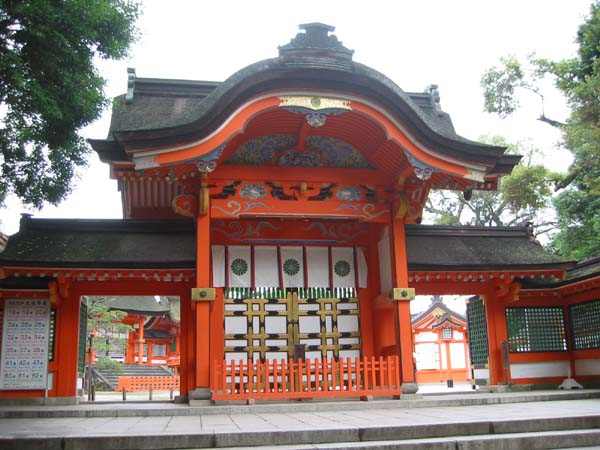
Il santuario di Usa

Nel 1960, quando l'economia era ancora in difficoltà a seguito della seconda guerra mondiale, si vociferava che il governo del Giappone avesse rinominato una città "Usa", in modo che i prodotti esportati potessero essere etichettati come "MADE IN USA, GIAPPONE". Questo presumibilmente per dare l'impressione che i prodotti fossero originari degli Stati Uniti, avvantaggiarsi nelle ispezioni doganali, ma ancora più importante contrastare lo stigma che vedeva i prodotti giapponesi inferiori a quelli americani.
Tuttavia, la città di Usa, nella prefettura di Ōita, possedeva questo nome già prima della guerra, in quanto associata al nome del santuario Usa dall'VIII secolo. Inoltre, Usa non è un importante centro dell'industria giapponese e i prodotti esportati dovrebbero essere etichettati con il paese di origine, non con la città.

### Sony Timer
Tempo fa si vociferava che la Sony Corporation avesse installato un dispositivo in tutti i suoi prodotti di elettronica in modo da causare un malfunzionamento o un guasto subito dopo che la garanzia fosse scaduta, una forma illegale di obsolescenza pianificata.
Tutto ciò non ha mai avuto riscontri ufficiali; è improbabile che la Sony avesse esplicitamente aggiunto dispositivi per determinare una scadenza per i suoi hardware, tuttavia il Sony timer fu identificato come un dispositivo capace di far resistere i prodotti fino all'uscita di una nuova linea. Alla riunione annuale degli azionisti del 2007, l'allora presidente Ryōji Chūbachi ammise di essere a conoscenza del termine Sony timer.

## Leggende metropolitane (maledizioni)

### Lo spot maledetto della Kleenex
Nel 1986, la Kleenex, per pubblicizzare i suoi fazzoletti, mandò in onda tre spot in Giappone, nei quali compariva una donna vestita con una toga bianca e un bambino vestito come un orco giapponese, entrambi seduti sulla paglia. Ogni annuncio aveva la canzone It's a Fine Day di Jane & Barton in sottofondo. Molti spettatori trovarono lo spot inquietante. Alcuni denunciarono che secondo loro la musica suonava simile a una vecchia canzone folk tedesca, le cui parole contenevano una maledizione, benché il testo della canzone dello spot fosse in inglese. A causa dell'atmosfera inquietante molte voci cominciarono a circolare sul cast, ad esempio che molti degli attori andarono incontro a una morte prematura a causa di strani incidenti e che la protagonista dello spot, Keiko Matsuzaka, fosse rimasta incinta di un bambino-demone.

### L'inferno di Tomino
La leggenda dell'inferno di Tomino parla di una poesia dal testo disturbante che porterebbe alla morte chiunque la ascolti, o la legga ad alta voce. Il primo a parlare della poesia maledetta fu Inuhiko Yomota nel suo libro Kokoro wa korogaruishi no yō ni. La leggenda narra di Tomino, una bambina giapponese affetta da disabilità fisica e odiata dalla famiglia. Questo stile di vita portò Tomino alla follia, che scrisse una poesia dal testo demoniaco per sfogare tutto l'odio provato verso i genitori, maledicendo chiunque la leggesse. I genitori di Tomino, trovando e leggendo la poesia, rimasero traumatizzati. Per punire la figlia la chiusero in cantina, dove morì di polmonite. Si dice che l'anima della bambina si sia impressa nelle parole della poesia, infittendo ancora di più la maledizione.

### La maledizione del parco di Inokashira

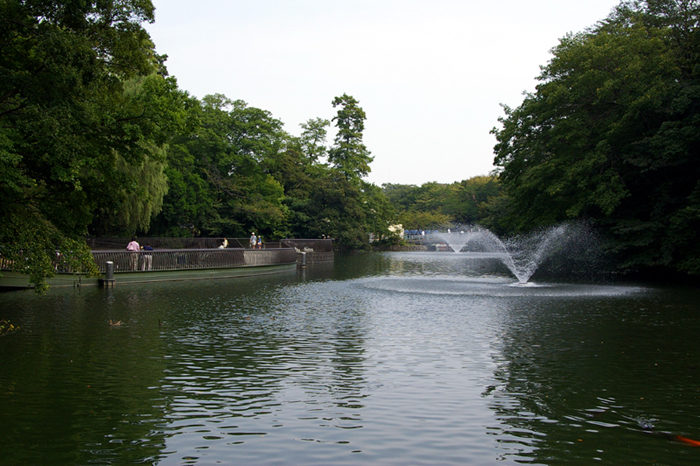
Il parco di Inokashira

Nel parco di Inokashira, a Tokyo, si trova un lago dove i visitatori possono noleggiare barche a remi. Gira voce che, qualora una coppia facesse un paio di giri su una barca, il loro rapporto finirebbe per rompersi. La leggenda è collegata a un santuario locale dedicato a Benzaiten; si dice infatti che la divinità sia molto gelosa e vendicativa e faccia sì che le coppie si lascino appena dopo l'uscita in barca.

### La maledizione del Colonnello
La maledizione del Colonnello si dice sia la causa dello scarso rendimento della squadra giapponese di baseball Hanshin Tigers nel campionato giapponese. Nel 1985 i supporter degli Hanshin Tigers festeggiarono la prima e finora unica vittoria del titolo; presi dall'entusiasmo, gettarono una statua del Colonnello Sanders (fondatore e mascotte di Kentucky Fried Chicken) nel canale Dōtonbori, a Osaka. Da allora la squadra non ha più vinto il campionato, e alcuni tifosi sono convinti che la squadra non potrà più farlo finché la statua non verrà recuperata, cosa parzialmente avvenuta il 10 marzo 2009.

## Leggende metropolitane (sovrannaturali)

### Akamanto
Akamanto è uno spirito che infesta i bagni pubblici. Solitamente vestito di un mantello, di una cappa o di una veste rossa, alcune versioni lo descrivono inoltre con indosso una maschera per coprire il viso, troppo bello per essere mostrato. Quando le malcapitate vittime sono chiuse nella propria cabina, una voce misteriosa chiede loro se vogliono "carta rossa" o "carta blu" (in altre versioni al posto della carta c'è la veste o il mantello). Se si opta per la carta rossa, si viene uccisi violentemente e i propri vestiti vengono intrisi di sangue. Se si opta per il blu, si va incontro a una morte per strangolamento o dissanguamento, lasciando il viso o la pelle di un colore bluastro. Se si sceglie un altro qualsiasi colore si viene trascinati all'inferno da delle mani che appaiono dal pavimento. Esiste anche una quarta opzione, se risponde affermando di non volere carta, lo spirito se ne andrà lasciandolo in pace.

### Passeggero fatale

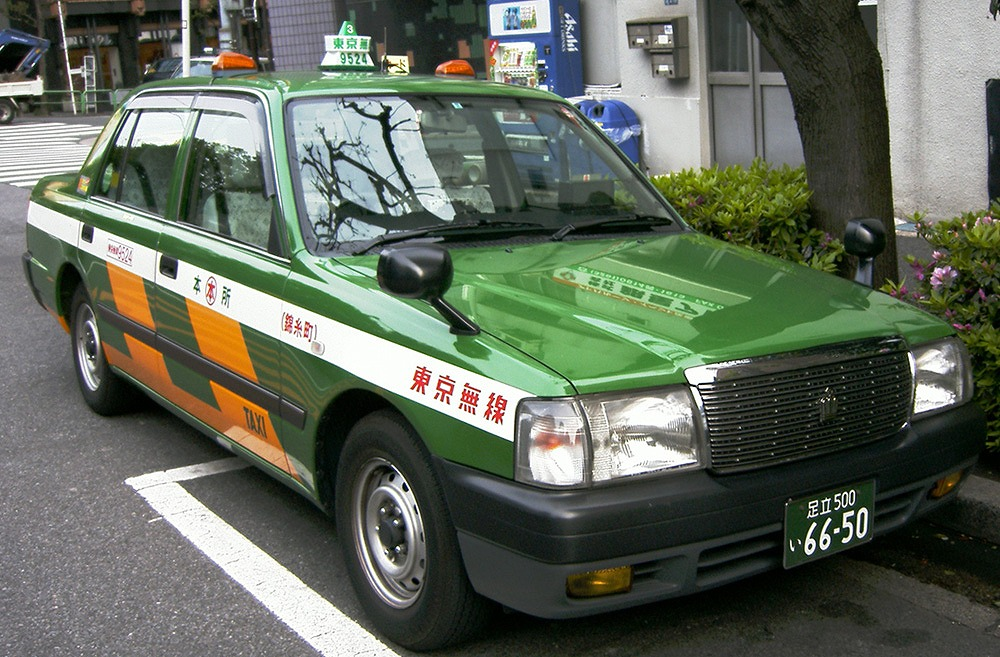
Un taxi giapponese

La leggenda racconta di un autista solitario che percorre col suo taxi una strada buia durante la notte. All'improvviso appare una persona che chiede di salire. La persona si siede sempre e solamente nei sedili posteriori dell'autovettura e chiede di essere portato in un luogo di cui il tassista non ha mai sentito parlare. Quando chiede informazioni al passeggero, quest'ultimo gli fornirà indicazioni sempre più complesse fino a portarlo in vicoli e strade sconosciuti di campagna. Dopo aver percorso questa distanza il conducente incomincia a sentirsi a disagio. Si gira verso il sedile posteriore per chiedere al passeggero il luogo esatto in cui si trovano, ma a quel punto si accorge che egli è svanito nel nulla. Il tassista si rigira verso il volante giusto in tempo per rendersi conto che la sua vettura sta precipitando dal bordo di un precipizio.

### Akai kureyon (Il pastello rosso)
Il pastello rosso (赤いクレヨン akai kureyon) è una leggenda metropolitana diffusa in Giappone negli anni 80 e 90.
Una coppia comprò una casa usata abbastanza nuova ad un prezzo molto basso. Un giorno trovarono un pastello rosso nel corridoio che al momento ignorarono poiché non avevano né figli né piccoli ospiti. Tuttavia da allora trovavano spesso quel pastello rosso ed iniziarono a perlustrare la casa. Notarono che c'era uno spazio simile ad una stanza nascosta da carta da parati che tolta rivelò una porta bloccata con dei chiodi. Con fatica la coppia riuscì ad aprire la porta. La stanza nascosta era completamente vuota ma le mura erano piene di scritture di pastello rosso: "Mamma scusami fammi uscire".

### Gozu
Gozu (traducibile come "testa di bue"), è una leggenda metropolitana giapponese che si ritiene così orribile al punto che le persone che la leggono, la ascoltano o ne sentono parlare vengono sopraffatte da una paura così grande da tremare violentemente per giorni e giorni fino alla morte. Una variante parla di un insegnante che racconta la storia ai suoi alunni in un momento di noia, con la conseguenza di renderli catatonici e far perdere loro la memoria. Altre varianti includono il dettaglio che nessuno è in grado di raccontare la storia dal momento che si muore dopo averla sentita. La storia di Gozu pare essere un racconto inedito dello scrittore di fantascienza Sakyō Komatsu, ma non ci sono prove che colleghino l'autore alla leggenda. Esistono infine un racconto popolare ucraino, chiamato Testa di mucca, che narra le vicende di una donna diventata particolarmente fortunata dopo aver offerto cibo e riparo a una testa di mucca priva di corpo che le fa visita una notte, così come un film del 2003 chiamato Gozu, diretto da Takashi Miike, ma entrambi non sono riconducibili alla leggenda.

### Jinmenken (cani dai volti umani)

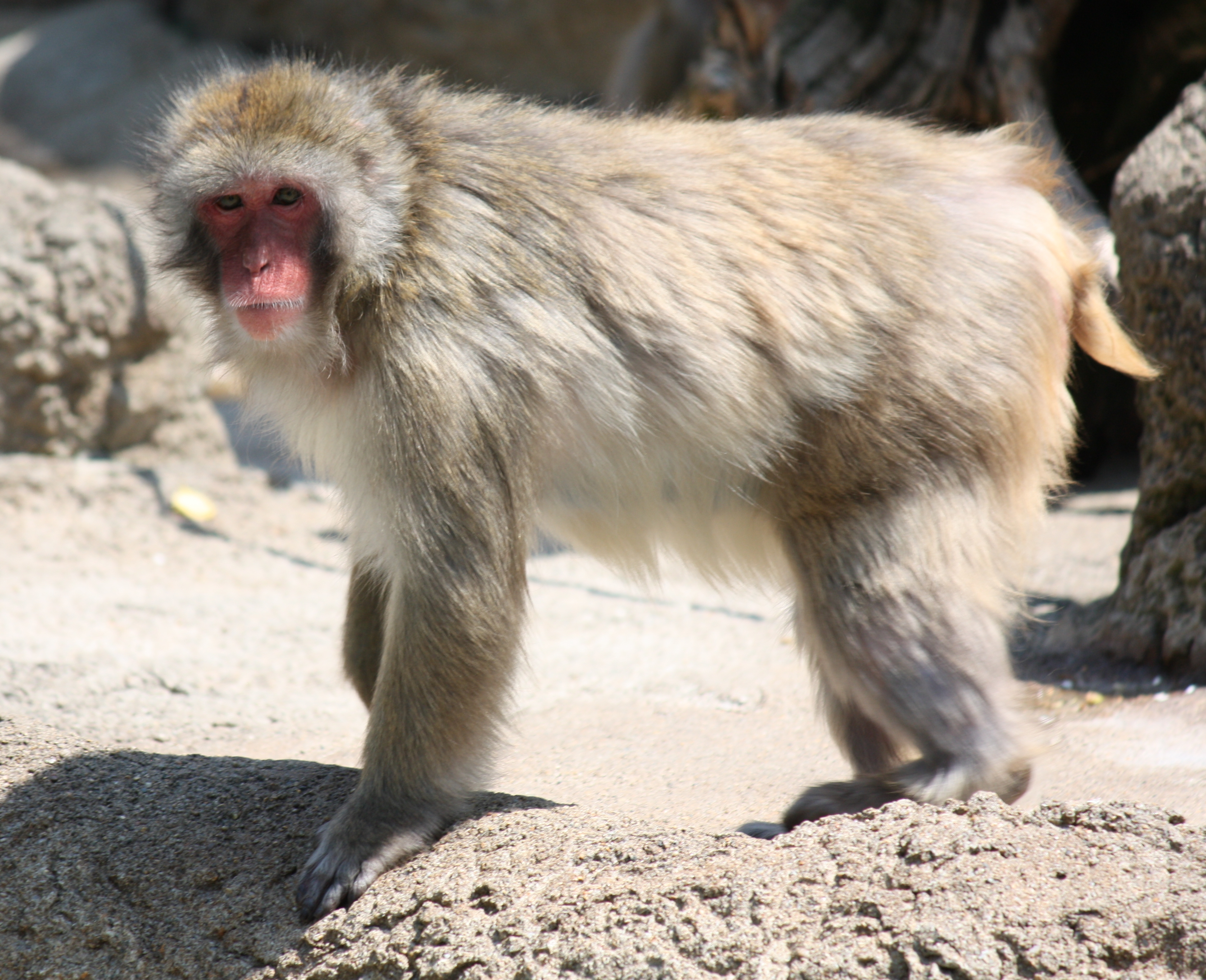
Un macaco giapponese, spesso scambiato per il jinmeken della leggenda

I jinmenken sono sostanzialmente dei cani dai volti umani che ipoteticamente appaiono la notte nelle aree urbane giapponesi, aggirandosi e muovendosi tra le autostrade a grande velocità. Il jinmenken sembra essere in grado anche di comunicare con gli esseri umani, ma il più delle volte si dimostra scortese, chiedendo di essere lasciato solo. Al contrario delle più famose leggende giapponesi, il cane dal volto umano non è famoso per uccidere le sfortunate persone che si trovano sul suo cammino; si pensa piuttosto abbia avuto origine da un errato esperimento scientifico o che sia l'incarnazione degli spiriti di vittime di incidenti stradali. Una spiegazione plausibile al fenomeno potrebbe essere che le persone che si sono imbattute nel jinmenken abbiano visto in realtà un macaco, il che spiegherebbe la pelliccia simile a quella di un cane, il volto simile a quello umano e l'andatura da quadrupede.

### Kokkuri-san
Kokkuri è una versione giapponese della tavola ouija, che divenne popolare durante l'era Meiji. Invece di utilizzare la tavoletta già provvista di lettere e planchette, i "giocatori" scrivono i caratteri hiragana su un foglio ponendo le dita su una moneta, prima di porgere a Kokkuri-san una domanda. Questo è un gioco molto popolare nei licei e, come per la tavola ouija occidentale, molte voci e leggende lo circondano. Alcune dicono che Kokkuri-san sia in grado di dire ai giocatori la data della loro morte, mentre altri dicono che si può anche non chiedere nulla, ma è necessario finire il gioco in modo corretto, sia salutando Kokkuri-san prima di lasciare il tavolo, sia disfandosi degli oggetti utilizzati per il gioco entro un certo limite di tempo, come ad esempio spendere la moneta o esaurire l'inchiostro della penna utilizzata per scrivere gli hiragana. In caso contrario, i giocatori andranno incontro a disgrazie o perfino alla morte.

### Kuchisake-onna
Coloro che camminano da soli la notte rischiano di imbattersi nella Kuchisake-onna, una donna dalla bocca completamente squarciata da orecchio a orecchio. Ella ha l'abitudine di nascondersi il viso con una mascherina (fatto comune per i giapponesi, che la utilizzano per proteggere gli altri da possibili contagi da raffreddore o influenza), chiedendo a colui che incontra: «Sono bella?». Se la persona risponde no, viene uccisa con delle forbici che Kuchisake porta sempre con sé, se risponde sì, la donna si toglie la mascherina mostrando il viso sfigurato e riproponendo la domanda. In questo caso non c'è scampo, se si risponde no si viene uccisi, se si risponde sì si subisce la sua stessa mutilazione alla bocca. Un modo per sfuggire a Kuchisake sarebbe quello di rispondere “sei così così” mettendola in confusione, o lanciarle della frutta e scappare mentre lei se ne nutre.

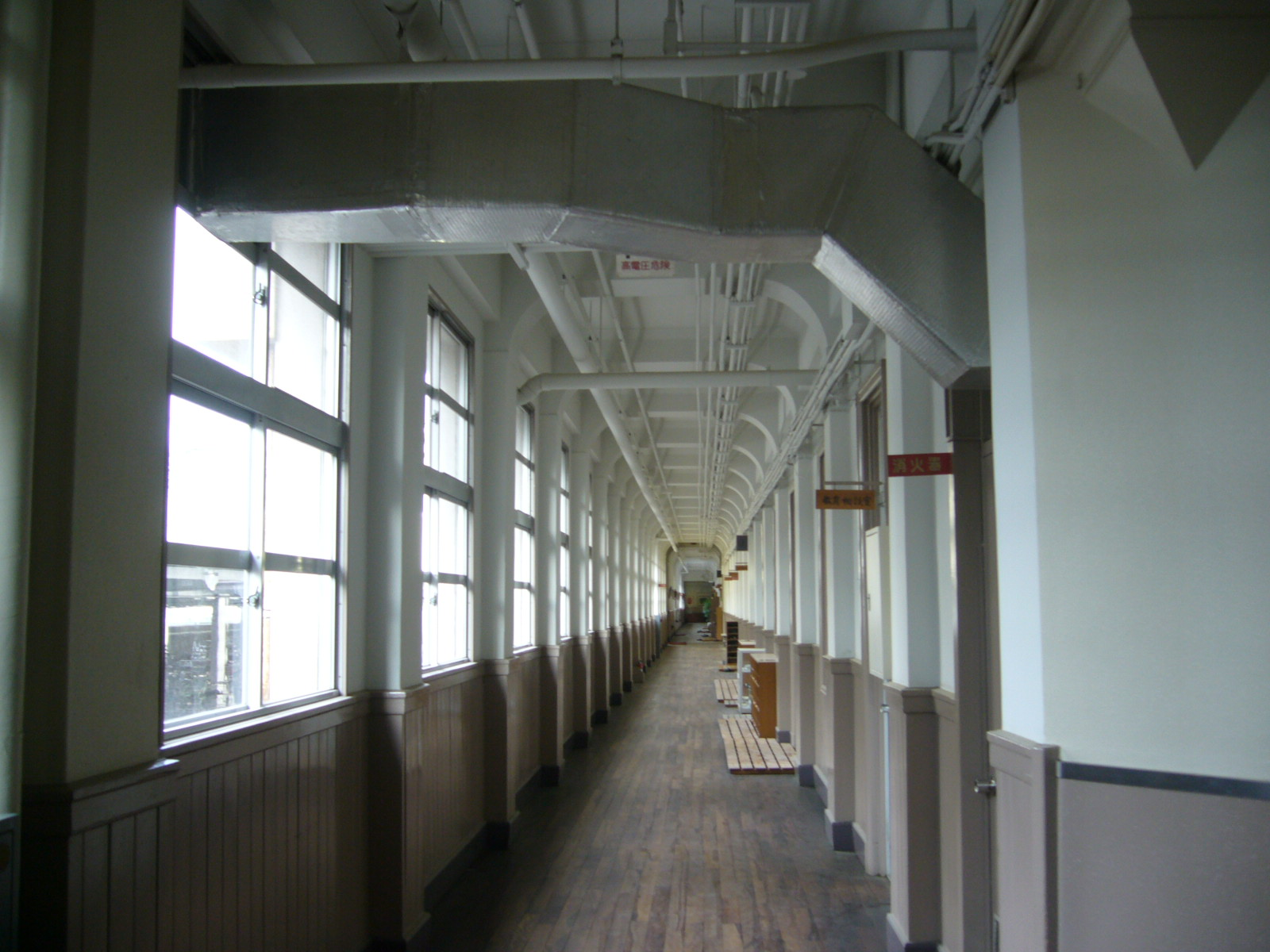
L'interno di una scuola giapponese

### Teke-teke
È una leggenda metropolitana giapponese riguardante una ragazza che saltò o cadde sopra i binari e fu tagliata a metà dal treno in arrivo. La storia narra di un ragazzo che andando via da scuola, sentì un rumore alle sue spalle. Voltandosi vide una bella ragazza affacciata ad una finestra. La giovane aveva le braccia posate sul davanzale, e lo fissava.
Accortasi di essere osservata, la ragazza sorrise e strinse le braccia intorno al corpo. All'improvviso, cadde dalla finestra e atterrò sul suolo. Il ragazzo si rese conto, con orrore, che la ragazza era priva della parte inferiore del corpo.
La ragazza iniziò ad avvicinarsi, correndo sui gomiti e producendo un rumore simile ad un teke-teke-teke. Il ragazzo provò a camminare, ma paralizzato dalla paura non si mosse. In pochi secondi, lei fu sopra di lui, estrasse una falce e lo tagliò a metà, rendendolo come lei. Si dice che i malcapitati che vengano uccisi in questo modo diventino teke-teke a loro volta.

### Toire no Hanako-san
Come nella maggior parte delle leggende giapponesi, anche la leggenda di Hanako-san ha a che fare con i bagni delle scuole nipponiche. Hanako-san di solito sta chiusa nella terza cabina del bagno del terzo piano, anche se il suo nascondiglio può cambiare da scuola a scuola. Si tratta principalmente di una ragazza-fantasma che passa il suo tempo a terrorizzare chiunque tenti di interagire con lei o che abbia il coraggio di disturbarla. Si può richiamare la sua attenzione bussando per tre volte alla porta, chiamando il suo nome e facendole una domanda. Spesso le viene chiesto: «Sei lì, Hanako-san?». Se Hanako-san è in quel bagno, allora si udirà una debole voce rispondere: «Sì, sono qui». E chiunque si azzardi, spinto da curiosità, ad aprire la porta per vederla, vedrà una ragazzina vestita di rosso che vi saluta, trascinandovi dentro il bagno. Tuttavia sembra essere per lo più innocua se ci si tiene alla larga dalla cabina in cui si è rinchiusa.

## Nei media

### Film

#### Kuchisake-onna
- 1996 - Kuchisake-onna di Teruyoshi Ishii
- 2005 - Kannô byôtô: nureta akai kuchibiru di Takaaki Hashiguchi
- 2007 - Carved di Kōji Shiraishi
- 2008 - Kaiki toshi-densetsu - Kuchisake-onna di Tōru Kikkawa
- 2008 - The Slit-Mouthed Woman 0: The Beginning di Kazuto Kodama
- 2008 - Carved 2 di Kotaro Terauchi

#### Hanako-san
- 1995 - Toire no Hanako-san di Jōji Matsuoka
- 1998 - Shinsei toire no Hanako-san di Yukihiko Tsutsumi
- 2013 - Toire no Hanako-san: shin gekijō-ban di Masafumi Yamada

#### Teke-teke
- 2006 - Otoshimono di Takeshi Furusawa
- 2009 - Teketeke di Kōji Shiraishi
- 2009 - Teketeke 2 di Kôji Shiraishi

#### Kokkuri-san
- 1997 - Kokkuri-san di Takahisa Zeze

### Serie TV
- 1999 - Honto ni Atta Kowai Hanashi
- 2008 - Guren Onna
- 2012 - Toshi Densetsu no Onna

### Manga e Anime
Nota: I nomi riportati sono quelli dell'edizioni originali giapponesi.
- Gugure! Kokkuri-san
- Kuchisake onna densetsu
- Kuchi-sake onna
- Gakkō no kowai uwasa: Hanako-san ga kita
- Hanako to gūwa no tera
- Jigoku sensei nūbē
- Kibengakuha yotsuya senpai no kaidan
- Heisei tanuki gassen Ponpoko
- Furanken furan
- Toshi densetsu
- Nurarhyon no Mago
- Tasogare Otome x Amnesia